# مالكوم سميث (سياسي)
مالكوم سميث (بالإنجليزية: Malcolm Smith)‏ هو سياسي بريطاني وبريطاني (وحمل سابقاً جنسية المملكة المتحدة لبريطانيا العظمى وأيرلندا)، ولد في 1 ديسمبر 1856 بشتلاند في المملكة المتحدة، وتوفي في 12 مارس 1935 في نفس البلد. في 1921 Orkney and Shetland by-election ‏، انتخب عضو برلمان المملكة المتحدة الـ31 عن دائرة أوركني وشيتلاند (17 مايو 1921 – 26 أكتوبر 1922).